# Cissus sessilis
Cissus sessilis är en vinväxtart som först beskrevs av Cornelis Andries Backer, och fick sitt nu gällande namn av Gerda Jane Hillegonda Amshoff. Cissus sessilis ingår i släktet Cissus och familjen vinväxter. Inga underarter finns listade i Catalogue of Life.